# Phare de Harbor Beach

Le phare de Harbor Beach (en anglais : Harbor Beach Light), est un phare offshore de la rive ouest du lac Huron, situé à l'extrémité de l'entrée nord du brise-lames de  Harbor Beach dans le Comté de Huron, Michigan.
Ce phare est inscrit au Registre national des lieux historiques depuis le 4 août 1983 sous le n° 83000850 .

## Historique
Avant les années 1900, ce port était un important port de refuge et abritait l'une des équipes de sauvetage les plus actives du lac Huron. Dans les années 1880, une extension massive du brise-lames a été construite par le Corps du génie de l'armée des États-Unis et de nombreux bateaux de lac se sont réfugiés.
Depuis 1885, le phare de Harbor Beach est une zone de refuge pour les navires pris dans la fureur des tempêtes du lac Huron. Ce phare a remplacé le phare à ossature de bois qui a été construit en 1877.
Le nouveau phare a été construit sur un berceau de fondation en bois dans lequel, s'étendant jusqu'au fond du lac, se trouve un caisson en bois rempli de grosses pierres qui fournissent le contrepoids nécessaire pour empêcher la structure de se renverser ou de glisser.
La tour est une structure conique en brique recouverte de plaques de fonte. Le bâtiment était à l'origine peint en marron. Au sommet, une salle en fonte supporte une lanterne en fonte à dix faces. La lumière partage sa conception et son ingénierie avec le phare de la rivière Détroit qui a également été construite en 1885 .
Dans le phare, le premier étage abritait une cuisine avec une cuisinière et un salon. Les deux étages suivants étaient des dortoirs. Le deuxième étage était pour les assistants, le troisième pour le gardien. Le quatrième étage était utilisé comme atelier et le cinquième était la salle d'observation au niveau du balcon. La lanterne est située en haut du sixième étage. Elle abritait, à l'origine, une lentille de Fresnel, fabriquée par Barbier er Fenestre de Paris en 1884, qui est maintenant exposée à la Grice House and Museum à Harbor Beach. À côté du phare de Harbour Beach se trouvait un petit bâtiment en bois, qui contenait de l'équipement pour faire fonctionner le signal de brouillard, mais a été retiré lorsque la lumière a été automatisée en 1968. Il y a été remplacé par un diaphone.

### Statut actuel
Aujourd'hui, le phare est automatisé et exploité à distance, toute l'année, par la Garde côtière des États-Unis à Saginaw. En 1967, la lentille de Fresnel du quatrième ordre a été retirée et remplacée par une optique acrylique Vega VRB-25 de 300 mm . La  lumière et la corne de brume fonctionnent à énergie solaire depuis 2006. La lumière est alimentée par une ampoule de 20.000 candelas. Le signal de brouillard est disponible en appelant le Channel 79 (en) et en tapant cinq fois, ce qui fait sonner le signal de brouillard avec un son de trois secondes toutes les trente secondes, qui se poursuivra pendant quarante-cinq minutes.
La ville de Harbor Beach est maintenant propriétaire du phare. Des cérémonies de transfert de propriété de la structure historique ont eu lieu à Traverse City le 16 juin 2010. Une cérémonie locale a eu lieu le 31 juillet 2010. La Harbour Beach Lighthouse Preservation Society (HBLPS)  a été créée en 1984 pour en assurer la restauration. Le phare a depuis  retrouvé leur aspect d'origine.

## Description
Le phare  est une tour conique en fonte, avec galerie et lanterne , de 14 m de haut. Le bâtiment est peint en blanc et le toit de la lanterne est rouge.
Son feu isophase émet, à une hauteur focale de 16 m, un flash blanc et rouge alternativement par période de 10 secondes. Sa portée est de 12 milles nautiques (environ 22 km). Il est équipé d'une corne de brume émettant un souffle de trois secondes par période de 30 secondes.
Identifiant : ARLHS : USA-365 ; USCG :  7-10130 .

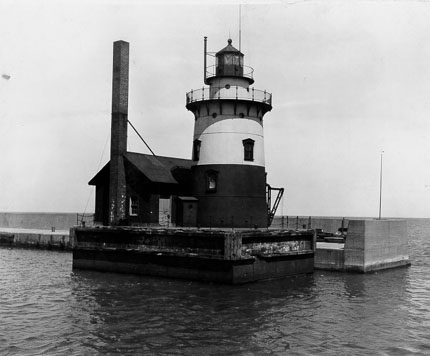
Le phare (photo USCG)
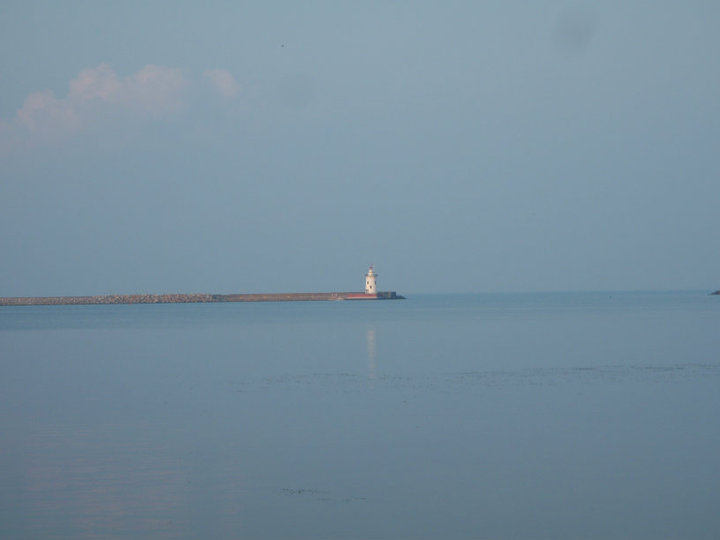
Le phare

### Lien connexe
- Liste des phares au Michigan